# ميخائيل ريان
ميخائيل ريان (بالإنجليزية: Michael Ryan)‏ هو لاعب كرة قاعدة أمريكي، ولد في 6 يوليو 1977 في إنديانا في الولايات المتحدة.

## وصلات خارجية
- ميخائيل ريان على موقع دوري كرة القاعدة الرئيسي (الإنجليزية)
- ميخائيل ريان على موقعبيزبول رفرنس.كوم (الدوري الرئيسي) (الإنجليزية)
- ميخائيل ريان على موقع إي إس بي إن.كوم (أم.أل.بي) (الإنجليزية)
- ميخائيل ريان على موقع مشجعي الرسوم البيانية (الإنجليزية)